# Torneo de las Tres Naciones 2005
El Torneo de las Tres Naciones 2005 fue la décima edición de la competencia anual hoy conocida como Rugby Championship. Fue el último donde las naciones se enfrentaron dos veces entre sí, en la siguiente edición jugaron tres veces cada una con ambos rivales.
Comenzó el 30 julio y finalizó el 3 de septiembre, participaron las tres potencias del hemisferio sur: Australia, Nueva Zelanda y Sudáfrica. Los All Blacks ganaron el torneo y obtuvieron su sexto título.

## Modo de disputa
El torneo se disputó con el sistema de todos contra todos a dos series, de ida y vuelta. Cada partido dura 80 minutos divididos en dos partes de 40 minutos.
Los cuatro participantes se agrupan en una tabla general teniendo en cuenta los resultados de los partidos mediante un sistema de puntuación, la cual se reparte:
- 4 puntos por victoria.
- 2 puntos por empate.
- 0 puntos por derrota.

También se otorga punto bonus, ofensivo y defensivo:
- El punto bonus ofensivo se obtiene al marcar cuatro (4) o más tries.
- El punto bonus defensivo se obtiene al perder por una diferencia de hasta siete (7) puntos.

## Equipos participantes
| Australia | Nueva Zelanda | Sudáfrica  |
| --------- | ------------- | ---------- |
| Wallabies | All Blacks    | Springboks |

## Tabla de posiciones
| Posición | Equipos       | Partidos | Partidos | Partidos | Partidos | Puntos  | Puntos    | Puntos     | Bonus | Bonus | Puntos |
| Posición | Equipos       | PJ       | PG       | PE       | PP       | A favor | En contra | Diferencia | OF    | DF    | Puntos |
| -------- | ------------- | -------- | -------- | -------- | -------- | ------- | --------- | ---------- | ----- | ----- | ------ |
| 1        | Nueva Zelanda | 4        | 3        | 0        | 1        | 111     | 86        | +25        | 2     | 1     | 15     |
| 2        | Sudáfrica     | 4        | 3        | 0        | 1        | 93      | 82        | +11        | 0     | 1     | 13     |
| 3        | Australia     | 4        | 0        | 0        | 4        | 72      | 108       | −36        | 1     | 2     | 3      |

|  |                                      |
|  | Campeón del Rugby Championship 2005. |

## Resultados
BO: Punto de bonificación ofensivo.
BD: Punto de bonificación defensivo.
Primera fecha
| 30 de julio de 2005, 15:00 (UTC+02) | Sudáfrica | 22 – 16 BD | Australia                                          | Estadio Loftus Versfeld, Pretoria                       |                                                         |
|                                     | Tries Paulse Greeff Russell Van Niekerk Conversiones Montgomery Penales Montgomery (3) Drops Montgomery Pretorius | Reporte    | Tries Smith Conversiones Giteau Penales Giteau (3) | Asistencia: 53,056 espectadores Árbitro(s): Paul Honiss | Asistencia: 53,056 espectadores Árbitro(s): Paul Honiss |

Segunda fecha
| 6 de agosto de 2005, 15:00 (UTC+02) | Sudáfrica                                                                        | 22 – 16 BD | Nueva Zelanda                                     | Estadio Newlands, Ciudad del Cabo                       |                                                         |
|                                     | Tries De Villiers Conversiones Montgomery Penales Montgomery (4) Drops Pretorius | Reporte    | Tries Gear Conversiones Carter Penales Carter (3) | Asistencia: 49,118 espectadores Árbitro(s): Andrew Cole | Asistencia: 49,118 espectadores Árbitro(s): Andrew Cole |

Tercera fecha
| 13 de agosto de 2005, 20:00 (UTC+10) | Australia                                             | 13 – 30 | Nueva Zelanda                                                                   | Estadio ANZ, Sídney                                         |                                                             |
|                                      | Tries Mitchell Conversiones Giteau Penales Giteau (2) | Reporte | Tries McCaw Rokocoko Weepu Conversiones Carter (2) McAlister Penales Carter (3) | Asistencia: 83,000 espectadores Árbitro(s): Tony Spreadbury | Asistencia: 83,000 espectadores Árbitro(s): Tony Spreadbury |

Cuarta fecha
| 20 de agosto de 2005, 18:00 (UTC+08) | Australia                                                    | BD 19 – 22 | Sudáfrica                                                | Subiaco Oval, Perth                                       |                                                           |
|                                      | Tries Rathbone Conversiones Rogers Penales Rogers (3) Giteau | Reporte    | Tries Habana (2) Penales Montgomery (3) Drops Montgomery | Asistencia: 43,278 espectadores Árbitro(s): Alain Rolland | Asistencia: 43,278 espectadores Árbitro(s): Alain Rolland |

Quinta fecha
| 27 de agosto de 2005, 19:35 (UTC+12) | Nueva Zelanda | BO 31 – 27 BD | Sudáfrica | Carisbrook, Dunedin                                    |                                                        |
|                                      |               | Reporte       |           | Asistencia: 29,500 espectadores Árbitro(s): Joël Jutge | Asistencia: 29,500 espectadores Árbitro(s): Joël Jutge |

Sexta fecha
| 3 de septiembre de 2005, 19:35 (UTC+12) | Nueva Zelanda | BO 34 – 24 BO | Australia | Eden Park, Auckland                                     |                                                         |
|                                         |               | Reporte       |           | Asistencia: 45,000 espectadores Árbitro(s): Chris White | Asistencia: 45,000 espectadores Árbitro(s): Chris White |